# Paul Max von Gersdorff
Paul Maximilian Christian Erdmann von Gersdorff (* 30. September 1814 in Fürstenwalde; † 17. Juni 1872 in Berlin) war ein preußischer Landrat im Kreis Beeskow-Storkow (1853–1872) in der Provinz Brandenburg.

## Leben
Seine Eltern waren Christian Wilhelm von Gersdorff (* 1777 in Spremberg; † 1829 in Schönfeld bei Fürstenwalde) und Henriette Dorothea Luise Hamann (* 1783 in Fürstenwalde; † 1856 ebenda). Der Vater war aktiver Offizier im Regiment Prinz von Oranien, und Gutsherr auf Cunersdorf und Schönfeld bei Pfaffendorf im Landkreis Beeskow-Storkow. Paul Maximilian war der älteste Sohn, er hatte noch die Geschwister, so den Bruder Robert Friedrich Wilhelm (* 1823 in Cunersdorf; † 1848 in Fürstenwalde), kgl. preuß. Leutnant im Ulanen-Regiment 3 mit Garnison in Fürstenwalde. Seine beiden Schwestern Rosalie Henriette Luise (* 1823 in Cunersdorf; † 1918 in Fürstenwalde) und Agnes Juliane Henriette Luise (* 1826 in Cunersdorf; † 1904 in Fürstenwalde) blieben unvermählt.
Am 9. September 1845 heiratete Gersdorff Agnes Marie Therese Charlotte von Stammer (* 1818 in Waltersdorf; † 1896 in Fürstenwalde), die aus einer hauptsächlich in Sachsen begüterten Familie stammte. Agnes und Paul Maximilian hatten die Töchter Marie Ida Agnes (* 1848 in Cunersdorf; † 1918 in Fürstenwalde) und Elise (* 1855 in Beeskow; † 1918 in ebenda), die nicht verheiratet waren. Der einzige Sohn war den Sohn Edwin (* 1846 in Cunersdorf; † 1920 in ebenda), der in Cottbus zur Schule ging.
Vorgänger im Landratsamt war ein Herr Julius Otto Eduard von Löschebrand, Mitglied des Vereinigten Landtages, Gutsbesitzer auf Selchow. Paul Maximilian von Gersdorff erbte die Besitzungen des Vaters. Zu diesem Zeitpunkt war er dann bereits Landrat. Die Übernahme dieser Amtsgeschäfte fand vor dem Juni 1853 statt.
Sein Erbe wiederum war der Sohn Edwin von Gersdorff, der 1885 in Weimar Elsbeth Collenbusch (* 1864 in Schloßvippach bei Weimar; † 1936 in München), der Tochter des Gutsherrn Carl Collenbusch und Minna Ziegler, ehelichte. Edwin wurde Jurist und ebenso Landrat seines Heimatkreises. Ihm beerbte wiederum der älteste eigene Sohn Hans-Henning von Gersdorff (1886–1965), Oberst, 1928 letzternannter Ritterschaftsrat des Kur- und Neumärkischen Ritterschaftliches Kreditinstituts, nachfolgend Märkische Landschaft genannt, Rechtsritter des Johanniterordens und zuletzt Senior des Geschlechtsverbandes derer von Gersdorff.